# Agios Eleftherios
Agios Eleftherios (Άγιος Ελευθέριος in neogreco) è un quartiere di Atene, capitale della Grecia.
Il quartiere si trova tra i quartieri di Ano Patissia e Kato Patissia, a nord del centro storico.